# Ванлир
Ванлир (англ. Vanleer) — город в округе Диксон, штат Теннесси (США). Население было 395 человек при переписи 2010 года, 422 человека по оценке 2019 года (301-й по количеству жителей город штата).
Город назван в честь Энтони Уэйна Ван Лира, бывшего оператора чугунолитейного завода в соседней печи Камберленд и члена исторической семьи чугуна из Пенсильвании. Около 28,7 % семей и 26,3 % населения были ниже черты бедности, в том числе 39,2 % из них моложе 18 лет и 33,3 % тех, кто в возрасте 65 лет и старше.